# ジョン・ショウ・ビリングス
ジョン・ショウ・ビリングス（John Shaw Billings、1838年4月12日 - 1913年3月11日）は、アメリカ合衆国の軍医・司書。アメリカ陸軍軍医総監代理を務めた後にニューヨーク公共図書館初代館長となった。

## 生涯

### 青年時代
インディアナ州スウィッツァランド郡コットン・タウンシップ（en）に双子の弟として生まれる。父親のジュームスと母親のアビー（旧姓:ショウ）はイギリス系で東部からの移住者であったが、開拓事業は成功せず、一家は各地に移り住む生活を送った。彼の双子の姉はこの過程で夭折している。母親は幼少の頃から本を読むことが大好きで、当時アメリカ各地に誕生しつつあった公共図書館に仕事の合間を見ては通っていた。彼は母親から文字と聖書について教わった。彼は森でアライグマやリスを追いかけたり、本を読んだりするのが好きな少年に育った。10歳の時に同州のアレンヴィルに生活の拠点を育てた。彼はそこで長老派牧師のジョン・クリントン・ボナムという人物に出会う。教師としてビリングスと接した彼はその才能を高く評価し、ラテン語を教えるとともに母校のマイアミ大学に彼を推薦した。1852年にマイアミ大学に入って一般教養を学んだ彼は卒業後の1857年にシンシナティのオハイオ医学校に入った。当時の彼は無口で孤独な存在であり、実習先の病院の看護婦は彼に「病院の聖ヨハネ」と渾名を付けたという。彼は学業の最後にてんかんの外科治療に関する卒業論文を作成していたが、そのために必要な論文や書籍を探し出すためにアメリカ中の図書館や大学に問い合わせなければならなかった。この出来事が彼を医学目録作成に向かわせる動機付けの1つとなった。
1860年に彼は医学校を卒業し、母校の解剖学助手をしながら将来を模索していた。ところが翌年に南北戦争が勃発、北軍を支持する彼は1861年9月に合衆国陸軍（北軍）の外科医師に応募して、翌年4月にジョージタウンの連邦陸軍病院に配属された。ここでミシガン州選出の元下院議員へスター・ロックハート・スチーブンス（en）の娘であるキャサリン・メアリー・スチーブンスと出会い1862年9月3日にジョージタウンの教会で結婚式をあげた。彼は以後戦争終結まで各地の病院を回って負傷兵の治療にあたった。

### 軍医総監局図書館長時代
北軍勝利の流れが固まった1864年12月27日（戦争終結4ヶ月前）、ビリングスはアメリカ合衆国軍医総監局（en）に配属され、戦後に余剰となる医師や病院職員の再就職担当となった。戦争終結直後は多忙であったが、職務自体は単純でなおかつ次第に仕事自体も減っていった。そのため、1865年秋に入ると、彼は同局の図書館の責任者である館長を兼ねた。折りしも戦争のための軍事予算の余剰分のうち8万5千ドルが図書館の整備費に転用が認められた。彼はその購入責任者となったが、以前からあった資料の整理も十分には行われていなかった上に彼が厳選した大量の新規蔵書や論文などが入ったためにその整理が問題となった（1865年当時、1800冊しかなかった蔵書は1880年には5万冊の書籍と6万冊の小冊子を抱えるまでになっていた）。ビリングスは単に整理するだけではなく、主題索引を作成して適切な資料を見つけ出せるようにしなければ意味を成さないと考え、目録及び作成作業に尽力した。10年の歳月をかけて1876年に彼は軍医総監局図書館目録「Specimen Fasciculus of a Catalogue of the National Medical Library」を完成させた。これは1000ページの本10冊分にあたるもので、彼はそれまでに目録作成のために40万枚に及ぶ主題別の索引カードを作成していた（その中にはロシア語や日本語の資料も存在していたが、それらについての解説も付けられていた）。この意義が議会に認められて2万ドルの予算が与えられ、1880年に「Index Catalogue of the Surgeon General's Office」として刊行されることとなった。「Index Catalogue of the Surgeon General's Office」は全16冊の一大目録となり、1895年になって漸く最終巻を刊行することが出来た。1876年にビリングスの部下として配属されたイギリス生まれのロバート・フレッチャー（Robert Fletcher）はビリングスのよき片腕となった。ビリングスとフレッチャーはビリングスが以前から計画していた月刊の医学文献索引の作成にもあたり、1879年より「Index Medicus」として刊行された。フレッチャーはビリングスの退官後もその後継者として事業を引き継いだが、1898年にはビリングスとフレッチャーの私的な側面が大きかった「Index Medicus」の刊行断念を余儀なくされた。だが、後述の事情によって1903年よりカーネギー研究所の支援を受けて再開され、2004年まで続けられた。
ビリングスが軍医総監局にいた時代に彼は目録作成以外の面でも功績を挙げている。軍事医学や公衆衛生に関する分野を中心として150篇にも及ぶ論文（退官後の図書館関係のものも含めると171篇にのぼる）を発表してアメリカにおける衛生学の草分け的存在として評価されている他、顕微鏡による微生物研究にも力を注ぎ、アメリカにおける顕微鏡写真の第一人者として知られており、1893年のコロンビア博覧会において彼の研究成果の出展が行われている。また、1889年にジョンズ・ホプキンス大学の付属病院として開設されたジョンズ・ホプキンス病院（en）の設計デザインを引き受け、当時望みうる最高の衛生環境を備えた病院を作り上げ、更に1887年に新築された新しい図書館（en）の設計も彼が行っている（なお、軍医総監局図書館は1867年以来、エイブラハム・リンカーンが暗殺されたことで知られるフォード劇場の一郭に置かれていたが、彼はこの施設に不満を抱いて早くから図書館新築に動いていた。結果的に図書館のあった部分は新館への移転から6年後に崩落事故を起こして多数の死者を出している）。更にペンシルベニア大学の衛生学研究所の設計も行い、同校において衛生学の講師も務めた。彼は1879年に全国健康局の副総裁に任命されて国勢調査や黄熱病対策にあたった。この時の部下がハーマン・ホレリスで、後にビリングスがホレリスと統計の機械的処理の可能性について意見を交わし、ホレリスのタビュレーティングマシン発明のきっかけを与えたとされている。1886年にはワシントン哲学協会会長にも就任している。
こうした業績に対して、1889年にオックスフォード大学が、2年後にはダブリン・トリニティ・カレッジが彼に名誉医学博士の称号を授けた。だが、多くの名声を得ていたにもかかわらず、彼は軍医総監代理の地位に留まり、遂に総監に昇ることないまま、1895年9月に退官することになり、11月30日にはフィラデルフィアで盛大なセレモニーが行われた。ビリングスにとっての唯一の心残りは、かつて自分が作成した軍医総監局図書館目録の最初の名称に「the National Medical Library」すなわち「国立医学図書館」の呼称を用いたように、軍医総監局図書館を国立の医学図書館として発展させる構想を実現できなかったことであった。ビリングスの構想が実現するのは彼の没後のことである（→アメリカ国立医学図書館）。

### ニューヨーク公共図書館長時代
さてニューヨークでは、1886年に元ニューヨーク州知事のサミュエル・ティルデンという人物が死去したが、彼は遺言で公共図書館の建設を条件にその遺産をニューヨーク州に提供するものとした。これを受けて州では既存のアスター図書館に加え、経営危機に陥っていたレノックス図書館を買い取ってその資料を元に新たな図書館建設に動いた。その結果、1895年5月23日にニューヨーク公共図書館が発足したが、理事会のみが存在するだけで、図書館は旧来の両図書館から引き継いだ3つの施設が別々に存在し、館長も決定していなかった。そこで理事会は陸軍を退官したばかりのビリングスに初代館長就任を要請した。軍医総監局図書館長時代はあくまでも本業は軍医で、図書館長は兼務であり、いわば「素人」ではあったものの、30年にわたって館長を務めてきた実績と各地の図書館関係者との交流によって、彼は図書館学の専門家と同じような評価を受けていたのである。彼はこれを受け入れてフィラデルフィアでの退官セレモニーから2週間も経たない1895年12月11日に初代館長に就任した。
そして、彼が最初に取り組んだのは軍医総監局図書館長時代と同じ、3つの施設にあった28万3千冊の図書及び3万冊の小冊子の統一的な目録作成と集約された図書館本館の建設であった。彼はハリー・ミラー・ライデンバーグ（Harry Miller Lydenberg）とともに目録作成に取り組み、1901年に100万枚に及ぶカード目録を完成させた。一方、五番街にはビリングス自らが大英図書館の視察を参考にして設計した図書館が建設されることとなり、1911年に14年の歳月をかけて完成した。更にこれと平行してニューヨーク市内各地に分館が建設され、ビリングスが死去するまでに市内のほとんどの地域に37の分館が建設されていた。ビリングスがこれだけの費用を投じることが出来たのは、彼がアンドリュー・カーネギーが設置したカーネギー財団の筆頭参与であったことによる。ビリングスとカーネギーは1892年に初めて出会ったが、仕事が好きで社会への奉仕に喜びを見出すことに共通点を持った両者はたちまち親友となり、ビリングスはカーネギーの慈善・文化事業の顧問的存在となっていたのである。1901年にビリングスはカーネギーに最終的には65館に及ぶ大規模な分館を有した図書館網構想を提案した。若い頃に苦学をし、読書の重要性を認識していたカーネギーはこの提案を自分に打ち明けてくれたことを喜び、直ちに協力を申し出た。また、ビリングスらが資金不足で一度は継続を断念した「Index Medicus」の刊行が再開されたのも、カーネギーのビリングスに対する信頼の厚さによるところが大きかった。更にビリングスはこの図書館網を支える人材育成のために完成したニューヨーク公共図書館内に図書館学校を設置した。彼は優秀な人材であれば、人種や性別を問わなかった。後に図書館における児童サービスの基礎を築いたアン・キャロル・ムーアはその代表的な存在であると言える。また、ビリングスはアメリカ図書館協会会長も務めた。
もっとも、ビリングスは仕事に没頭する余り、仕事を家に持ち帰ることもしばしばで、後に彼の息子が婚約者に「父親は妻や子供に余り関心はない」という批判めいた手紙を書き残していたことが明らかになっている。だが、1912年8月19日に妻・キャサリンが病死すると、打ちひしがれた彼はそのまま病床に就くようになり、半年後に館長在任のまま75歳の生涯を閉じたのであった。